# 池松豊記
池松 豊記（豐記、いけまつ とよき、1846年7月23日（弘化3年6月1日）- 1921年（大正10年）9月13日）は、明治期のジャーナリスト、農業経営者、政治家。衆議院議員、熊本県球磨郡上村長。

## 経歴
肥後国玉名郡上小田村（熊本県玉名郡上小田村、小田村を経て現玉名市上小田）で、医師・池松玄操の二男として生まれた。
明治の初めころに東京に出て自由民権運動に加わる。1875年（明治8年）評論新聞が創刊され、記者となる。西南戦争後に帰郷し、民権活動家に呼びかけ1878年（明治11年）5月、民権結社・相愛社を組織し社長に就任。1881年（明治14年）7月、その機関紙「東肥新報」発刊して民権思想を広めた。1882年（明治15年）2月、相愛社は実学党と公議政党を形成し、その後、九州改進党となった。
1880年（明治13年）以降、富岡敬明熊本県知事の勧めで士族授産金を得て球磨郡上村（現あさぎり町）神殿原（こうどんばる）に開墾社を設けて入植し、池松は中根正胤と共にこの地に最後まで留まった。1900年（明治33年）11月、上村長に就任した。
1902年（明治35年）8月の第7回衆議院議員総選挙（熊本県郡部、立憲政友会）で初当選し、その後、第9回総選挙まで再選され、衆議院議員に連続3期在任した。
晩年は晴耕雨読の生活を送り、1921年9月、神殿原の地で死去した。

## 国政選挙歴
- 第1回衆議院議員総選挙（熊本県第2区、1890年7月、自由派）次点落選[9]
- 第2回衆議院議員総選挙（熊本県第3区、1892年2月、自由党）次点落選[9]
- 第7回衆議院議員総選挙（熊本県郡部、1902年8月、立憲政友会）当選[8]
- 第8回衆議院議員総選挙（熊本県郡部、1903年3月、立憲政友会）当選[8]
- 第9回衆議院議員総選挙（熊本県郡部、1904年3月、立憲政友会）当選[8]